# Ward's Island
Ward's Island es una isla situada en el East River, en Nueva York. Administativamente forma parte de Manhattan. Está conectada mediante un puente ferroviario con Queens por el puente Hell Gate y enlazada a la Randall's Island por un pequeño espacio de tierra. Las dos islas juntas son dirigidas por la Fundación de Deportes de Isla Randall bajo un acuerdo con el Departamento de Parques y Recreo de la Ciudad de Nueva York. A su vez, juntas forman parte del distrito censal 240 del condado de Nueva York, con una población de 1386 habitantes en un área de 2,2 km², según el censo de 2000 de los Estados Unidos.
Los viaductos que llevan a los puentes Robert F. Kennedy y Hell Gate llegan a la isla desde Queens. Los vehículos acceden por el puente Little Hell Gate desde Randall's Island, mientras que un puente peatonal y ciclable, el Ward's Island Bridge, enlaza la isla con el lado este de Manhattan en Harlem.
Ward's Island tiene diversas instalaciones, entre ellas el Centro Psiquiátrico de Manhattan y una depuradora de aguas del Departamento de Protección Medioambiental de Nueva York. También hay un parque llamado Ward's Island Park que ofrece vistas conmovedoras de la ciudad, pero también dispone de instalaciones deportivas, así como áreas de pícnic.